# 국민바른연합
국민바른연합은 바른정당과 국민의당이 연합하여 설립한 경기도의회의 교섭단체였다. 바른정당의 2차 탈당 사태 후 붕괴되었다. 현재는 이 두 정당이 합당하였으며 존속 기간은 2017년 4월 27일에서 11월 7일이며 바른정당 소속의원 6명은 탈당하고 무소속 전향한지 아직 얼마 아니 되어 자유한국당으로 이적하였고 아직 이적하지 않은 나머지는 얼마뒤 합쳐지며 사라지게 되었다.